# Bursey-Eisfälle
Die Bursey-Eisfälle sind ein Gletscherbruch im westantarktischen Marie-Byrd-Land. In der Flood Range entwässern sie den Nordhang des Mount Bursey.
Der United States Geological Survey kartierte sie anhand eigener Vermessungen und Luftaufnahmen der United States Navy aus den Jahren von 1959 bis 1965. Das Advisory Committee on Antarctic Names benannte sie 1974 in Anlehnung an die Benennung des Mount Bursey. Dessen Namensgeber ist Jacob Bursey (1903–1980), Teilnehmer an der Byrd Antarctic Expedition (1928–1930) und Hundeschlittenführer während der United States Antarctic Service Expedition (1939–1941), bei der er im Dezember 1940 das westliche Ende der Flood Range erreichte.